# Домоткань (село)
Домоткань (укр. Домоткань) — село,
Заречанский сельский совет,
Верхнеднепровский район,
Днепропетровская область,
Украина.
Код КОАТУУ — 1221085504. Население по переписи 2001 года составляло 316 человек.

## Географическое положение
Село Домоткань находится на правом берегу Каменского водохранилища,
выше по течению примыкает село Правобережное,
ниже по течению на расстоянии в 3 км место впадения реки Домоткань.
Рядом проходит автомобильная дорога Н-08.

## История
- В 1754—1759 и 1761—1764 годах село входило в состав Новослободского казацкого полка.

## Известные люди
- Белоножко, Марк Николаевич — уроженец села, Герой Советского Союза.